# Yann Zimmer
Pour les articles homonymes, voir Zimmer.
Yann Zimmer, né le 7 juillet 1990 à Yverdon-les-Bains, est un pilote automobile franco-suisse. Il a le statut de Sportif de Haut Niveau accordé par le Ministère de la Jeunesse et des sports depuis la saison 2008.

## Biographie
Yann Zimmer a reçu son premier kart à l'âge de 8 ans, et ses premières années en karting se font en catégorie "Mini" en Suisse.
À l'été 2005, il intègre au Mans, la "Filière FFSA", devenue Auto Sport Academy. En 2006 et 2007, il est par deux fois vice-champion de France Formule Kart.
En 2008, il gagne le volant ACO Auto Hebdo.
En 2009, il accède à une nouvelle étape, en intégrant la F4 Eurocup 1.6 au sein de l'Auto Sport Academy. Il terminera cette saison avec le titre de vice-champion.
En 2010, il participe au championnat MEC de Formule Renault 2.0 au sein de l'écurie CO2 Motorsport où il finira 3e lors de cette saison. Pendant cette saison, il participa aussi à une manche du championnat Le Mans Series, les 1 000 km de Spa, au volant d'une Ford GT1 du team Matech Compétition où il terminera 3e.
En 2011, il participe au championnat Eurocup, des World Series by Renault et au championnat Alps en Formule Renault 2.0.
Lors de l'année 2012, il réoriente son programme sportif vers les championnats de voitures de tourisme et d’endurance, et dispute la première course de NASCAR sur ovale en Europe au Tours Speedway.
En 2013, il décroche la 3e place du championnat européen de NASCAR (NASCAR Whelen Euro Series), et le trophée du Rookie Of The Year (meilleur Junior). Il termine la saison 2013 avec des essais de développement en CN2 et LMP2 pour l’écurie OAK Racing (Pilote de réserve WEC).

## Palmarès
- 2001 : 6e du championnat suisse Mini en karting
- 2002 : 5e du championnat suisse Mini en karting
- 2003 : 3e de la Bridgestone Cup en karting
- 2004 : Une victoire et trois pole positions au championnat suisse Junior de karting
- 2005 : Intégration en Sport Étude au lycée Le Mans Sud (France)
- 2006 : 2e du championnat de France Formule Kart (la Filière FFSA)
- 2007 : 2e du championnat de France Formule Kart (Auto Sport Academy)
- 2008 : Vainqueur Volant ACO - Autohebdo 2008
- 2009 : Vice-Champion Formule Academy Euro Series
- 2010 : 
  - 3e du championnat Formule Renault 2.0 MEC
  - 3e aux 1 000 km de Spa, Ford Matech GT1[3]
- 2011 : 
  - Vice-Champion du championnat Alps de Formule Renault 2.0 (1 victoire et 7 podiums)
  - Eurocup Formula Renault 2.0 : 13e au championnat
  - Test Formula Renault 3.5 à Motorland avec Draco Racing
- 2012 :  
  - NASCAR Euro Series, Tours Speedway 5e
  - Test en Lmp2 avec Oak Racing
  - CN2: SPEED EuroSeries à Imola : C1 3ème; C2 2ème
- 2013 : 
  - NASCAR Whelen Euro Series, Rookie Of The Year, 3e au championnat 7 podiums et 11 top-five sur 12 courses 
  - CN2: VdeV Estoril – Oak Racing, Ligier Honda
  - Karting : Vice-champion de France universitaire de Karting avec Maxime Hassid et Romain Monti
  - Lmp2 : Pilote de réserve Oak Racing WEC
- 2014 : 
  - NASCAR Whelen Euro Series : Vainqueur de la première course de la saison à Valencia[4]
  - CN2 : Développement pour Oak Racing, de la Ligier Honda JS 53

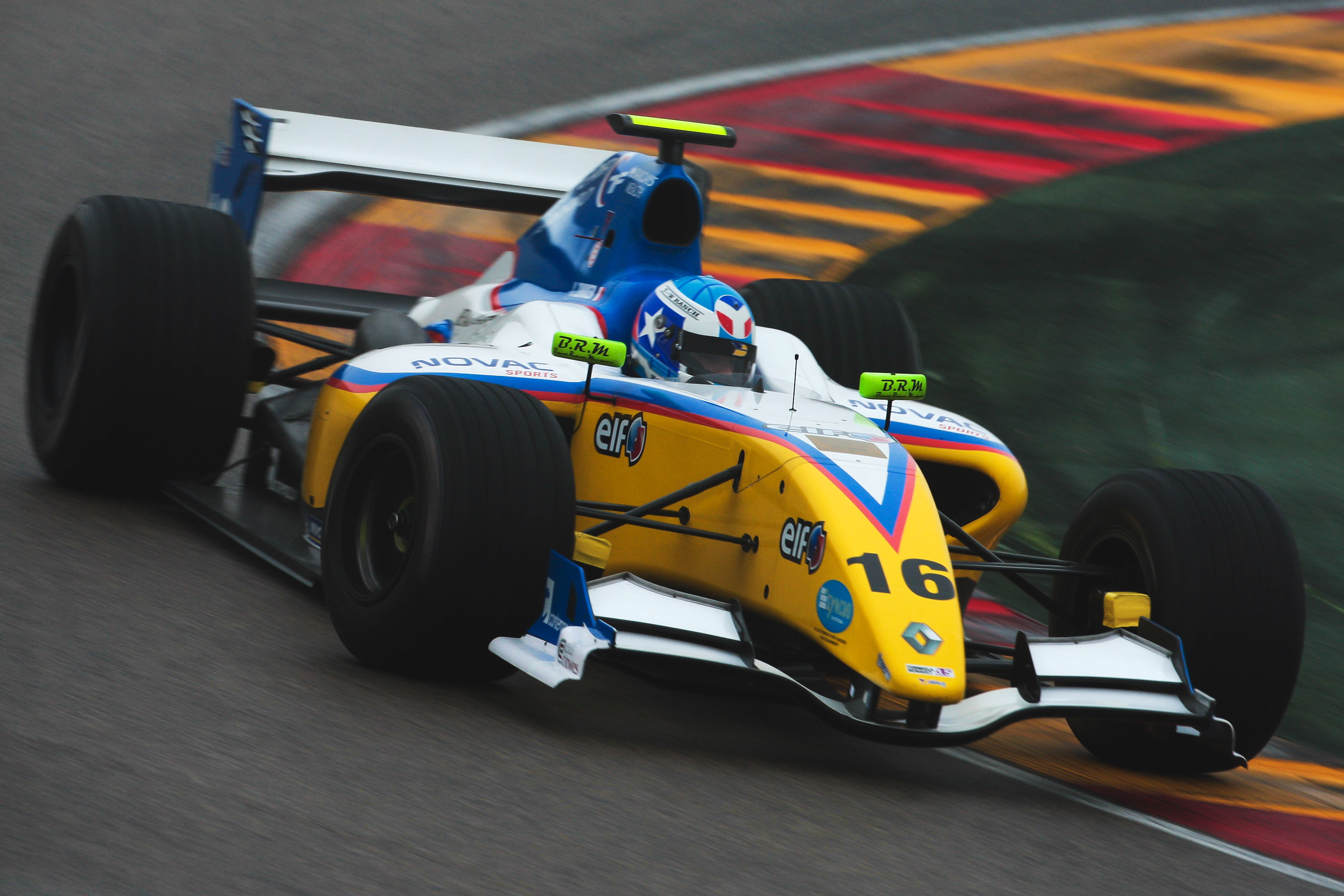
Test Formule Renault 3.5